# Seredîna, Iavoriv
Seredîna (în ucraineană Середина) este un sat în așezarea urbană Nemîriv din raionul Iavoriv, regiunea Liov, Ucraina.

## Demografie
Componența lingvistică a localității Seredîna
     Ucraineană (99,63%)
     Alte limbi (0,37%)
Conform recensământului din 2001, majoritatea populației localității Seredîna era vorbitoare de ucraineană (99,63%), existând în minoritate și vorbitori de alte limbi.